# Llyfr Taliesin

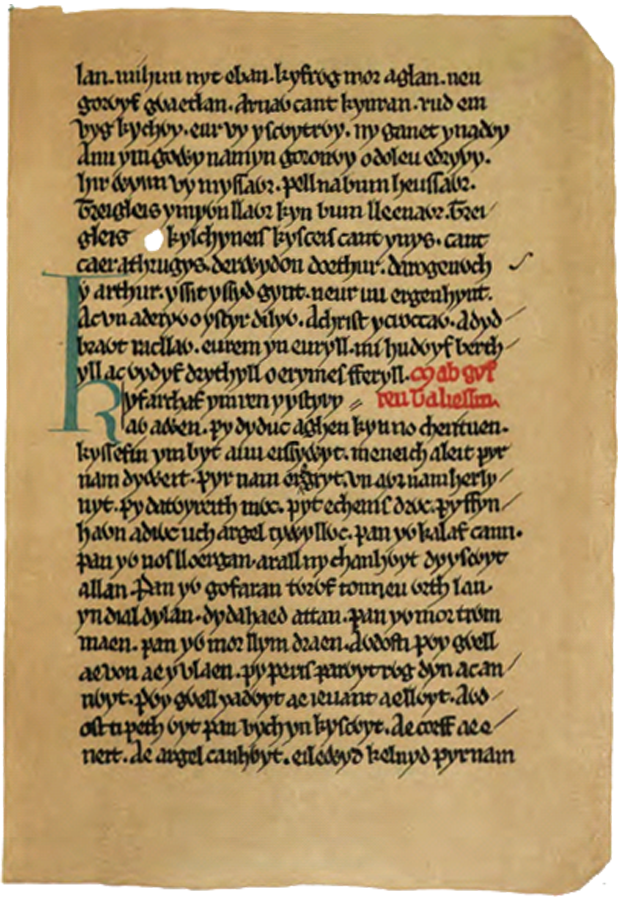
Facsimile-Seite aus dem Llyfr Taliesin

Llyfr Taliesin [ɬivr tal'jesin] („Das Buch Taliesins“) ist der Name einer unvollständig erhaltenen Gedichtesammlung in kymrischer Sprache, die in das 14. Jahrhundert datiert wird.

## Inhalt
Nach dem walisischen Keltologen Ifor Williams (1881–1965) sollen zwölf der im Werk enthaltenen Gedichte von Taliesin sein, einem historischen Dichter des 6. Jahrhunderts. Acht davon sind Preislieder auf König Urien von Rheged, eine Totenklage für dessen Sohn Owein und drei Preisgedichte auf andere Fürsten im 6. Jahrhundert. Weitere Gedichte werden ebenfalls diesem Dichter zugeschrieben, obwohl sie vermutlich aus späterer Zeit stammen. Williams’ Verweis auf Taliesin wird deshalb in neuerer Zeit eher angezweifelt.
Auch zehn sogenannte prophetische Gedichte sind im Werk enthalten, darunter Armes Prydein („Die Prophezeiung von Britannien“), die Artuslegende Preiddeu Annwfn („Die Beute aus Annwfn“), das in kaum verständlichen dunklen Versen geschriebene mystische Gedicht Cad Goddeu („Die Schlacht von Goddeu“), weiters religiöses, biblisches und über antike Helden (Alexander der Große) und Heroen (Herakles).
Das Manuskript wird heute in der Nationalbibliothek von Wales (Llyfrgell Genedlaethol Cymru [ɬəvrgeɬ geneˈdlaɪθol kəmˈrɪ]) in Aberystwyth aufbewahrt.

## Rezeption
Die englische Hard-Rock-Band Deep Purple veröffentlichte 1968 das nach diesem Werk benannte Album The Book of Taliesyn.